# Кореопсис красильный
Кореопсис красильный (лат. Coreopsis tinctoria) — вид травянистых растений рода Кореопсис (Coreopsis) семейства Астровые (Asteraceae).

## Ботаническое описание

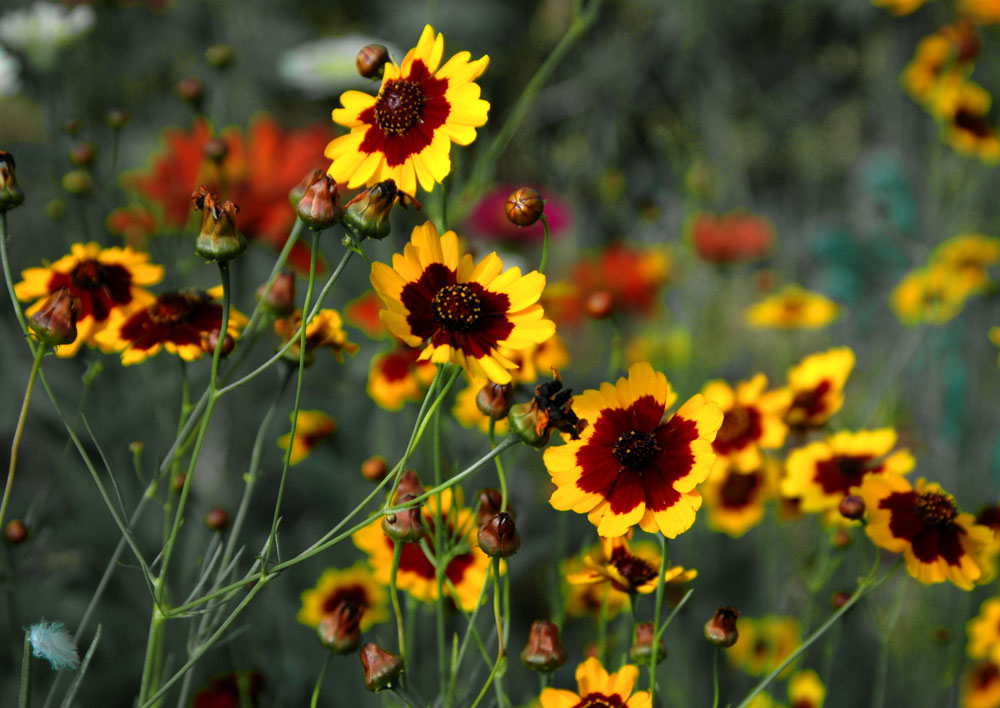
Кореопсис красильный.

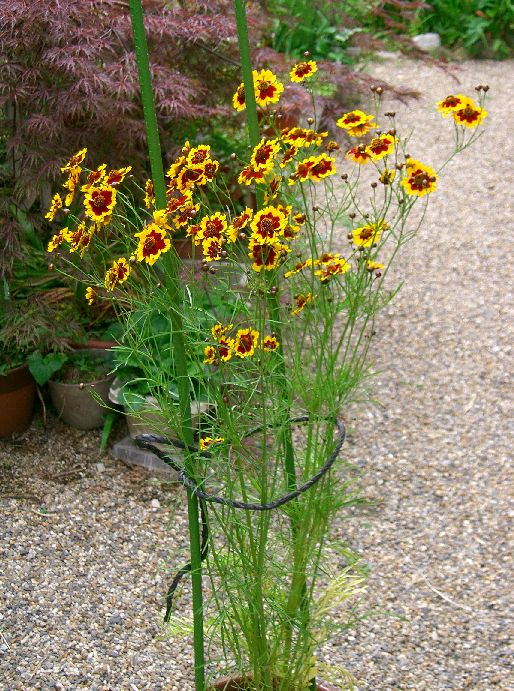
Кореопсис красильный в цветнике (Осака, Япония).

Кореопсис красильный — однолетнее травянистое быстрорастущее растение высотой от 30 до 100 см. Листья перисто-разделённые, утоньшаются к вершине, 10—60×5—25 mm.
Цветки — с краями ярко-жёлтого цвета и центром варьируемого размера от тёмно-бордового до коричневого, иногда красного цвета, размер — от 2,5 до 4,5 см в диаметре; цветы на тонких цветоносах собраны в кластеры. Цветёт в середине лета (как правило июнь-август), отмирает с первыми заморозками.
Плод — небольшая тонкая семянка, прорастает или осенью, зимуя как низкая розетка, или ранней весной.

## Ареал и местообитание
Кореопсис красильный широко распространён на большей части США, в особенности на Великих равнинах и южных штатах, где его называют каллиопсис. Произрастает на различных типах почв, но предпочитает песчаные и сухие почвы. Встречается по краям дорог и полей. Предпочитает солнечные места, но растёт также на частично затенённых участках.

## Применение
Цветы кореопсиса красильного используются для получения красителей.

## Культивирование
Кореопсис красильный используется как декоративное растение для украшения ландшафтов и в цветниках. Распространён сорт «Рулетт» (Roulette) с тигровыми жёлтыми полосами на тёмно-красном фоне.